# Nexon (tổng)
Tổng Nexon là một tổng của Pháp tọa lạc tại tỉnh Haute-Vienne trong vùng Nouvelle-Aquitaine.

## Địa lý
Tổng này được tổ chức xung quanh Nexon trong quận Limoges. Độ cao khu vực này là 259 m (Meilhac) đến 557 m (Rilhac-Lastours) độ cao trung bình trên mực nước biển là 363 m.

## Hành chính
| Giai đoạn | Ủy viên        | Đảng | Tư cách |
| --------- | -------------- | ---- | ------- |
| 2004-2011 | Daniel Faucher | PS   |         |

## Phân chia đơn vị hành chính
Tổng Nexon được chia thành 9 xã và khoảng 6 618 người (điều tra dân số năm 1999 không tính trùng dân số).
| Xã                         | Dân số | Mã bưu chính | Mã insee |
| -------------------------- | ------ | ------------ | -------- |
| Janailhac                  | 387    | 87800        | 87077    |
| Meilhac                    | 308    | 87800        | 87094    |
| La Meyze                   | 831    | 87800        | 87096    |
| Nexon                      | 2 325  | 87800        | 87106    |
| Rilhac-Lastours            | 313    | 87800        | 87124    |
| La Roche-l'Abeille         | 561    | 87800        | 87127    |
| Saint-Hilaire-les-Places   | 780    | 87800        | 87150    |
| Saint-Maurice-les-Brousses | 546    | 87800        | 87169    |
| Saint-Priest-Ligoure       | 567    | 87800        | 87176    |

## Thông tin nhân khẩu
| 1962                                                     | 1968  | 1975  | 1982  | 1990  | 1999  |
| -------------------------------------------------------- | ----- | ----- | ----- | ----- | ----- |
| 6 949                                                    | 7 558 | 6 997 | 6 958 | 6 533 | 6 618 |
| Nombre retenu à partir de 1962 : dân số không tính trùng |       |       |       |       |       |